# Campionato mondiale di motocross 2004
Il campionato mondiale di motocross del 2004 si è disputato su 16 prove dal 21 marzo al 26 settembre 2004 per la MX1 e la MX2 ed in 6 prove per la MX3 tra il 18 aprile e il 12 settembre.
Al termine della stagione il belga Stefan Everts si è aggiudicato il titolo per la classe MX1, il neozelandese Ben Townley per la classe MX2 e il francese Yves Demaria per la classe MX3.

## MX1

### Calendario
| Prova | Data         | Gran Premio                       | Località            | Vincitore gara 1 | Vincitore gara 2 | Vincitore GP    |
| ----- | ------------ | --------------------------------- | ------------------- | ---------------- | ---------------- | --------------- |
| 1     | 21 marzo     | Gran Premio delle Fiandre         | Zolder              | Steve Ramon      | Cèdric Melotte   | Cèdric Melotte  |
| 2     | 28 marzo     | Gran Premio di Spagna             | Bellpuig            | Stefan Everts    | Stefan Everts    | Stefan Everts   |
| 3     | 4 aprile     | Gran Premio del Portogallo        | Águeda              | Stefan Everts    | Mickaël Pichon   | Mickaël Pichon  |
| 4     | 25 aprile    | Gran Premio dei Paesi Bassi       | Valkenswaard        | Cèdric Melotte   | Stefan Everts    | Stefan Everts   |
| 5     | 2 maggio     | Gran Premio di Germania           | Teutschenthal       | Brian Jorgensen  | Brian Jorgensen  | Brian Jorgensen |
| 6     | 16 maggio    | Gran Premio del Benelux           | Lichtenvoorde       | Stefan Everts    | Stefan Everts    | Stefan Everts   |
| 7     | 30 maggio    | Gran Premio del Regno Unito       | Arreton             | Mickaël Pichon   | Joshua Coppins   | Joshua Coppins  |
| 8     | 6 giugno     | Gran Premio di Francia            | Saint-Jean-d'Angély | Stefan Everts    | Stefan Everts    | Stefan Everts   |
| 9     | 13 giugno    | Gran Premio d'Italia              | Gallarate           | Kevin Strijbos   | Stefan Everts    | Stefan Everts   |
| 10    | 27 giugno    | Gran Premio del Belgio            | Neeroeteren         | Mickaël Pichon   | Stefan Everts    | Mickaël Pichon  |
| 11    | 4 luglio     | Gran Premio di Svezia             | Uddevalla           | Kevin Strijbos   | Mickaël Pichon   | Mickaël Pichon  |
| 12    | 1º agosto    | Gran Premio della Repubblica Ceca | Loket               | Mickaël Pichon   | Mickaël Pichon   | Mickaël Pichon  |
| 13    | 8 agosto     | Gran Premio di Vallonia           | Namur               | Stefan Everts    | Mickaël Pichon   | Stefan Everts   |
| 14    | 29 agosto    | Gran Premio d'Europa              | Gaildorf            | Stefan Everts    | Mickaël Pichon   | Mickaël Pichon  |
| 15    | 11 settembre | Gran Premio d'Irlanda             | Ballykelly          | Mickaël Pichon   | Stefan Everts    | Mickaël Pichon  |
| 16    | 26 settembre | Gran Premio del Sudafrica         | Sun City            | Mickaël Pichon   | Joshua Coppins   | Mickaël Pichon  |

### Classifiche finali

#### Piloti
| Pos. | Pilota           | Moto   | Punti |
| ---- | ---------------- | ------ | ----- |
| 1    | Stefan Everts    | Yamaha | 688   |
| 2    | Mickaël Pichon   | Honda  | 620   |
| 3    | Joshua Coppins   | Honda  | 564   |
| 4    | Steve Ramon      | KTM    | 475   |
| 5    | Kevin Strijbos   | Suzuki | 457   |
| 6    | Tanel Leok       | Suzuki | 356   |
| 7    | Cedric Melotte   | Yamaha | 345   |
| 8    | Brian Jorgensen  | Honda  | 294   |
| 9    | Ken De Dycker    | Honda  | 259   |
| 10   | Yoshitaka Atsuta | Honda  | 224   |

#### Costruttori
| Pos. | Costruttore | Punti |
| ---- | ----------- | ----- |
| 1    | Yamaha      | 709   |
| 2    | Honda       | 702   |
| 3    | Suzuki      | 534   |
| 4    | KTM         | 484   |
| 5    | TM          | 105   |
| 6    | Kawasaki    | 64    |
| 7    | Husqvarna   | 0     |
| 7    | Aprilia     | 0     |
| 7    | VOR         | 0     |

## MX2

### Calendario
| Prova | Data         | Gran Premio                       | Località            | Vincitore gara 1 | Vincitore gara 2 | Vincitore GP     |
| ----- | ------------ | --------------------------------- | ------------------- | ---------------- | ---------------- | ---------------- |
| 1     | 21 marzo     | Gran Premio delle Fiandre         | Zolder              | Marc de Reuver   | Ben Townley      | Ben Townley      |
| 2     | 28 marzo     | Gran Premio di Spagna             | Bellpuig            | Ben Townley      | Mickael Maschio  | Tyla Rattray     |
| 3     | 4 aprile     | Gran Premio del Portogallo        | Águeda              | Ben Townley      | Stephen Sword    | Ben Townley      |
| 4     | 25 aprile    | Gran Premio dei Paesi Bassi       | Valkenswaard        | Ben Townley      | Ben Townley      | Ben Townley      |
| 5     | 2 maggio     | Gran Premio di Germania           | Teutschenthal       | Ben Townley      | Stephen Sword    | Stephen Sword    |
| 6     | 16 maggio    | Gran Premio del Benelux           | Lichtenvoorde       | Ben Townley      | Ben Townley      | Ben Townley      |
| 7     | 30 maggio    | Gran Premio del Regno Unito       | Arreton             | Ben Townley      | Ben Townley      | Ben Townley      |
| 8     | 6 giugno     | Gran Premio di Francia            | Saint-Jean-d'Angély | Ben Townley      | Tyla Rattray     | Tyla Rattray     |
| 9     | 13 giugno    | Gran Premio d'Italia              | Gallarate           | Andrew McFarlane | Andrew McFarlane | Andrew McFarlane |
| 10    | 27 giugno    | Gran Premio del Belgio            | Neeroeteren         | Ben Townley      | Andrew McFarlane | Tyla Rattray     |
| 11    | 4 luglio     | Gran Premio di Svezia             | Uddevalla           | Ben Townley      | Ben Townley      | Ben Townley      |
| 12    | 1º agosto    | Gran Premio della Repubblica Ceca | Loket               | Antonio Cairoli  | Ben Townley      | Ben Townley      |
| 13    | 8 agosto     | Gran Premio di Vallonia           | Namur               | Alessio Chiodi   | Ben Townley      | Antonio Cairoli  |
| 14    | 29 agosto    | Gran Premio d'Europa              | Gaildorf            | Mickael Maschio  | Ben Townley      | Mickael Maschio  |
| 15    | 11 settembre | Gran Premio d'Irlanda             | Ballykelly          | Ben Townley      | Ben Townley      | Ben Townley      |
| 16    | 26 settembre | Gran Premio del Sudafrica         | Sun City            | Ben Townley      | Ben Townley      | Ben Townley      |

### Classifiche finali

#### Piloti
| Pos. | Pilota           | Moto     | Punti |
| ---- | ---------------- | -------- | ----- |
| 1    | Ben Townley      | KTM      | 622   |
| 2    | Tyla Rattray     | KTM      | 506   |
| 3    | Antonio Cairoli  | Yamaha   | 447   |
| 4    | Stephen Sword    | Kawasaki | 397   |
| 5    | Alessio Chiodi   | Yamaha   | 385   |
| 6    | Mickaël Maschio  | Kawasaki | 343   |
| 7    | Andrew McFarlane | Yamaha   | 329   |
| 8    | Carl Nunn        | Honda    | 298   |
| 9    | Patrick Caps     | Yamaha   | 295   |
| 10   | Aigar Leok       | KTM      | 285   |

#### Costruttori
| Pos. | Costruttore | Punti |
| ---- | ----------- | ----- |
| 1    | KTM         | 364   |
| 2    | Yamaha      | 323   |
| 3    | Kawasaki    | 286   |
| 4    | Honda       | 223   |
| 5    | Suzuki      | 106   |
| 6    | Husqvarna   | 0     |

## MX3

### Calendario
| Prova | Data         | Gran Premio             | Località      | Vincitore gara 1 | Vincitore gara 2 | Vincitore GP   |
| ----- | ------------ | ----------------------- | ------------- | ---------------- | ---------------- | -------------- |
| 1     | 18 aprile    | Gran Premio d'Italia    | Asti          | Cristian Beggi   | Daniele Bricca   | Daniele Bricca |
| 2     | 13 giugno    | Gran Premio di Slovenia | Orehova Vas   | Yves Demaria     | Cristian Beggi   | Yves Demaria   |
| 3     | 20 giugno    | Gran Premio di Francia  | Ernée         | Thierry Bethys   | Yves Demaria     | Thierry Bethys |
| 4     | 1º agosto    | Gran Premio del Belgio  | As            | Cancellato       | Cancellato       | Cancellato     |
| 5     | 15 agosto    | Gran Premio di Romania  | Prahova       | Kornél Németh    | Yves Demaria     | Yves Demaria   |
| 6     | 5 settembre  | Gran Premio d'Austria   | Schwanenstadt | Yves Demaria     | Yves Demaria     | Yves Demaria   |
| 7     | 12 settembre | Gran Premio di Bulgaria | Sevlievo      | Daniele Bricca   | Yves Demaria     | Yves Demaria   |

### Classifiche finali

#### Piloti
| Pos. | Pilota           | Moto   | Punti |
| ---- | ---------------- | ------ | ----- |
| 1    | Yves Demaria     | KTM    | 256   |
| 2    | Cristian Beggi   | Honda  | 235   |
| 3    | Daniele Bricca   | Honda  | 207   |
| 4    | Sven Breugelmans | KTM    | 166   |
| 5    | Christof Godrie  | Honda  | 140   |
| 6    | Martin Zerava    | KTM    | 132   |
| 7    | Saso Kragelj     | Yamaha | 131   |
| 8    | Miroslav Kucirek | Honda  | 126   |
| 9    | Aigars Bobkovs   | KTM    | 104   |
| 10   | Jonny Lindhe     | Honda  | 103   |

#### Costruttori
| Pos. | Costruttore | Punti |
| ---- | ----------- | ----- |
| 1    | Honda       | 268   |
| 2    | KTM         | 256   |
| 3    | Yamaha      | 155   |
| 4    | Husqvarna   | 12    |
| 5    | Husaberg    | 0     |